# Translations in Verse (Stock)
Translations in Verse. From the French, Spanish, Portuguese, Italian, German, Swedish and Dutch – antologia poezji europejskiej w wyborze i tłumaczeniu Collarda J. Stocka, opublikowana w 1891 nakładem oficyny Elliota Stocka w Londynie. Tom zawiera, jak zaznaczono na stronie tytułowej, przekłady wierszy poetów piszących po francusku, hiszpańsku, portugalsku, włosku, szwedzku, niemiecku i holendersku. W antologii znalazły się wiersze między innymi Félixa Arversa, François Coppée, Miguela de Cervantesa, Luisa de Góngora y Argote, Juana Ruiza de Alarcóna, Lopego de Vegi, Pedra Calderóna de la Barca, Ramóna de Campoamora, Pedra Correii Garção, Antonia Gonçalvesa Diasa, Francesca Petrarki i Torquata Tassa. Poza tym publikacja prezentuje wiersze Ludwiga Uhlanda, Paula Heyse, szwedzkiego liryka Carla Johana Gustafa Snoilsky’ego i renesansowego holenderskiego liryka Pietera Corneliszoona Hoofta. Z omawianej publikacji pochodzi też przekład sonetu Luísa de Camõesa Amor é fogo que arde sem se ver:
Love is a fire whose flame doth burn unseen
A wound whose aching smart we do not feel;
Contentment discontent with its own weal;
A teasing pain, though neither deep nor keen: